# برادران گلداری

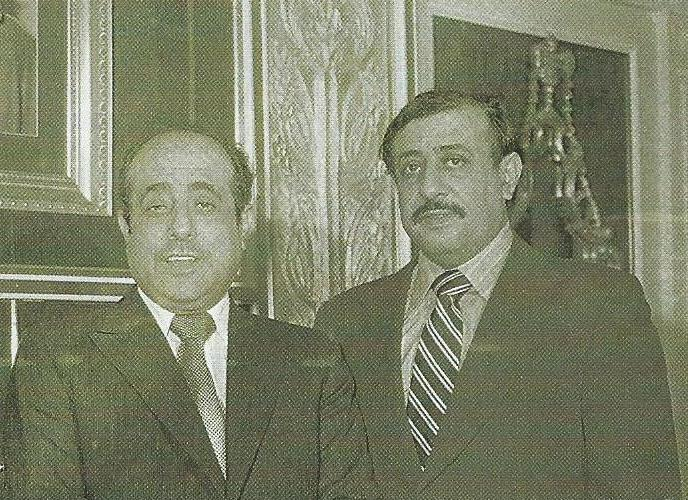
عبدالرحیم (راست) و عبداللطیف گلداری (چپ)

برادران گلداری (انگلیسی: Galadari Brothers) یا برادران گله‌داری شرکت خوشه‌ای اماراتی است، که در سال ۱۹۶۰ توسط برادران گلداری بنام‌های عبدالرحیم و عبداللطیف گلداری تأسیس شد. این شرکت مالک هتل گلداری، گروه گلداری و خلیج تایمز می‌باشد.